# St. Peter und Paul (Feldafing)

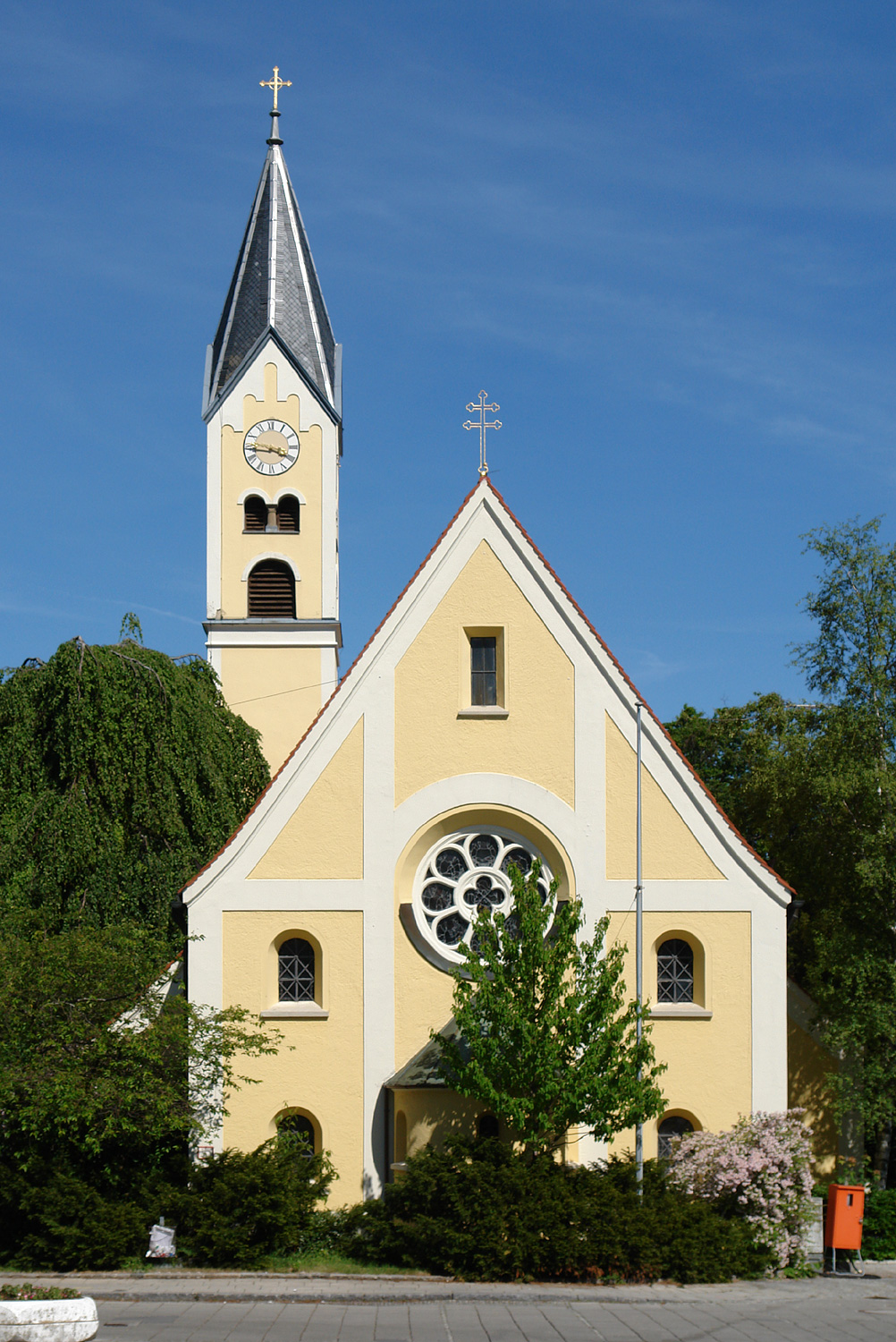
Filialkirche St. Peter und Paul von Westen

Die römisch-katholische Filialkirche St. Peter und Paul steht in Feldafing, einer Gemeinde im oberbayerischen Landkreis Starnberg und ist ein Baudenkmal. Die Kirche gehört zur Pfarrei Hl. Kreuz Feldafing in der Pfarreiengemeinschaft St. Pius Pöcking im Dekanat Starnberg des Bistums Augsburg. Kirchenpatrone sind die beiden Apostel Petrus und Paulus.

## Geschichte

Innenraum Richtung Chor

Von der Pfarrei wird 1395 „Mesner-Gütl“ in Aschering gekauft. Vermutlich existierte schon ein Vorgängerbau. Die Kirche wird 1401 in einer Urkunde des Augsburger Bischofs erstmalig erwähnt, in der ein Ablass für Mitarbeit an der Kirche gewährt wird. Im Jahr 1508 wird der neu gebaute Chor von Bischof Heinrich IV. geweiht und ein Turm mit Satteldach erbaut. Ab 1595 diente die Kirche als Grablege der wechselnden Herren von Garatshausen. Während des Dreißigjährigen Krieges wurden Kirche und Pfarrhof 1632 von den Schweden geplündert, wobei die Matrikelbücher zerstört wurden.
Im Jahr 1795 wird der Turm durch einen Brand beschädigt und 1833 durch eine Spende Ludwigs I. erneuert. Im Jahr 1838 wird ein neuer Hochaltar geweiht und das Altarbild an der Ostwand des Chores entsteht. In den Jahren 1860 oder 1873 erhält die Kirche ihre heutigen Patrone Petrus und Paulus. Neue Glocken werden 1875 aufgehängt, von denen drei 1916 zur Metallspende eingeschmolzen wurden. 1879 wird der heutige Hochaltar eingesetzt und 1890 erhält der Turm nach Plänen von Johann Biersack seine heutige Form. In den Jahren 1895 und 1896 bis 1898 findet durch denselben Baumeister eine Erweiterung im neuromanischen Stil statt. Im Zuge dessen wurden umliegende Gräber aufgelassen und die Gebeine unter der Vorhalle beigesetzt. Nur zwei Jahre später erhält die Kirche ihre heutigen Fresken, die von der Kunstwerkstatt Franz Hofmann und Söhne aus München angebracht werden.
Von 1899 bis 1902 erhält die Kirche acht kunstvolle Kirchenfenster, die von Kaiser Franz Joseph I. von Österreich, Albert von Thurn und Taxis, und von Feldafinger Familien gespendet werden. Nach dem Krieg werden 1919 drei neue Glocken eingesetzt und 1922 das Kriegerdenkmal-Fresko an der äußeren Ostwand angebracht. Im Jahr wird 1965 wird die neue Pfarrkirche Heiligkreuz eingeweiht und die alte Pfarrkirche verfällt zusehends, sodass sie 1973 profaniert wird. Durch Initiative des damaligen Bürgermeisters Klaus Buchheim wird die Kirche vor dem Abriss bewahrt und von 1976 bis 1986 renoviert, woraufhin sie erneut geweiht wurde. Mittels Spenden wird 1996 eine neue Orgel von Vladimir Šlajch aus Borovany eingebaut. Zum 600-jährigen Jubiläum erhielt die Kirche 2001 drei neue Glocken. Seit 2014 finden in der Kirche jeden Sommer die „Musiktage Feldafing“ statt. Im Jahr 2015 fielen Teile der Decke herab, da der Dachstuhl zu viel Druck ausübte. Folglich wurde die Kirche ab 2017 erneut renoviert. Seit 2024 führt die Audiotour des Kaiserin-Elisabeth-Wegs auch durch die Kirche.

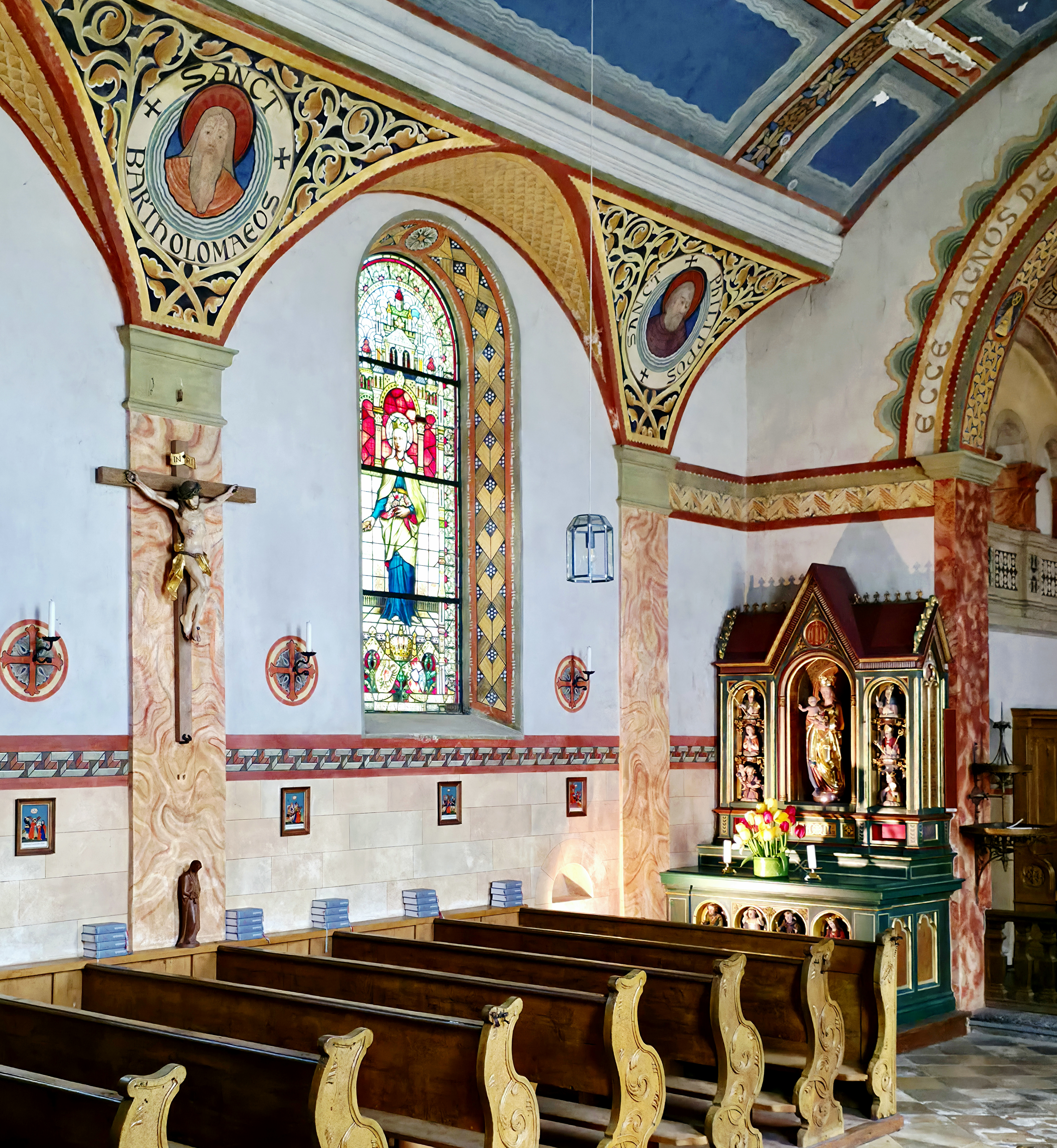
Linker Seitenaltar mit Kruzifix
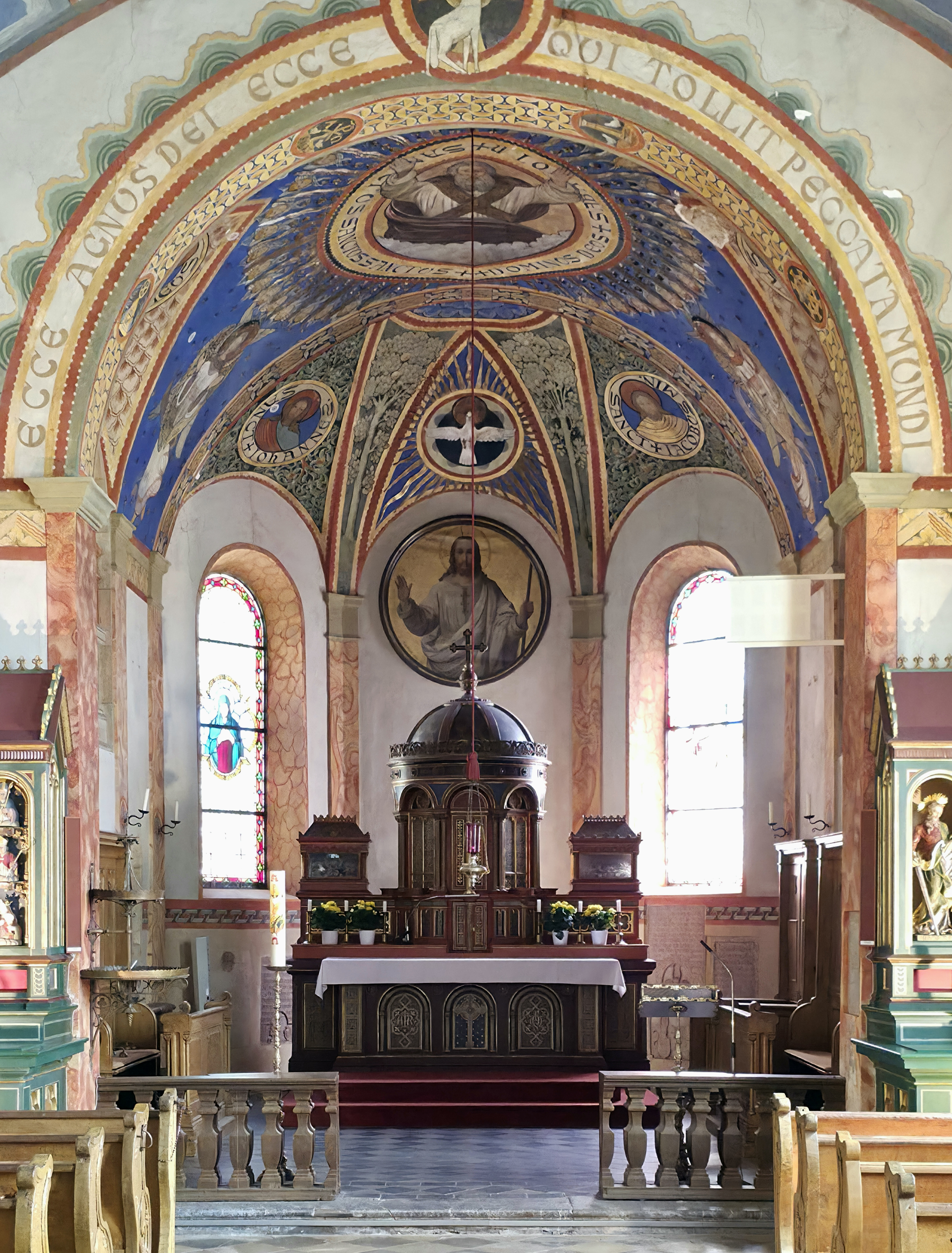
Blick in den Chor
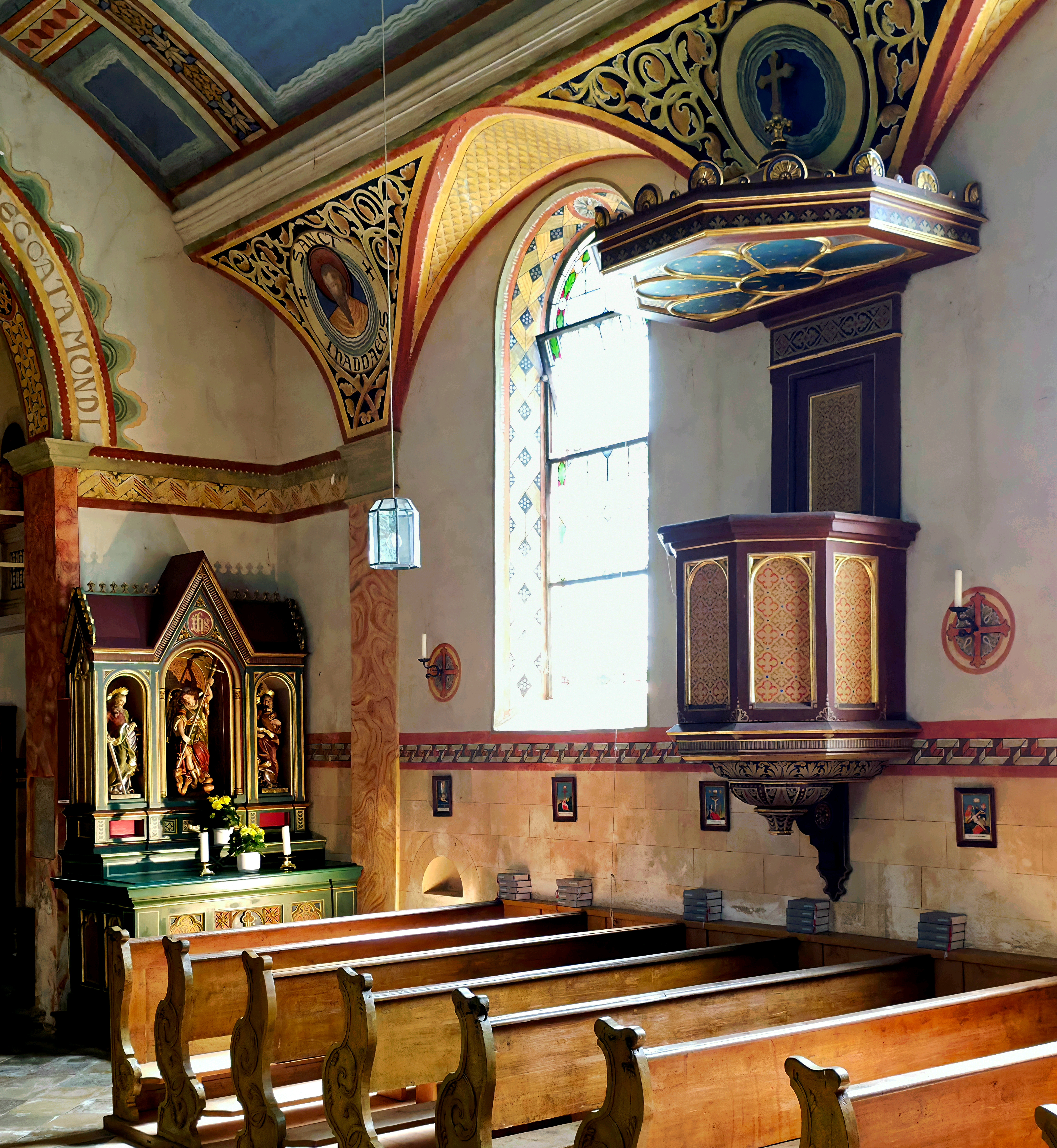
Rechter Seitenaltar mit Kanzel

## Architektur und Ausstattung
Das Bauwerk besteht seit der Umgestaltung aus einem Langhaus, dem eingezogenen, dreiseitig geschlossenen Chor im Osten und dem Chorflankenturm an der Nordwand des Chors. Das oberste Geschoss des mit einem spitzen Helm bedeckten Turms enthält die Turmuhr und den Glockenstuhl mit drei Kirchenglocken.
Der Innenraum des Langhauses ist mit einem Tonnengewölbe überspannt. Altäre und die Bleiglasfenster stammen aus dem 19. Jahrhundert. Aus der Zeit der Hofmark von Schloss Garatshausen befinden sich im Chor mehrere Epitaphien. Die Schablonenmalerei der neuromanischen Kirchenausstattung wurde rekonstruiert.  Die Orgel auf der Empore mit 13 Register, verteilt auf zwei Manuale und Pedal wurde 1996 von Vladimir Šlajch (Tschechien) gefertigt.

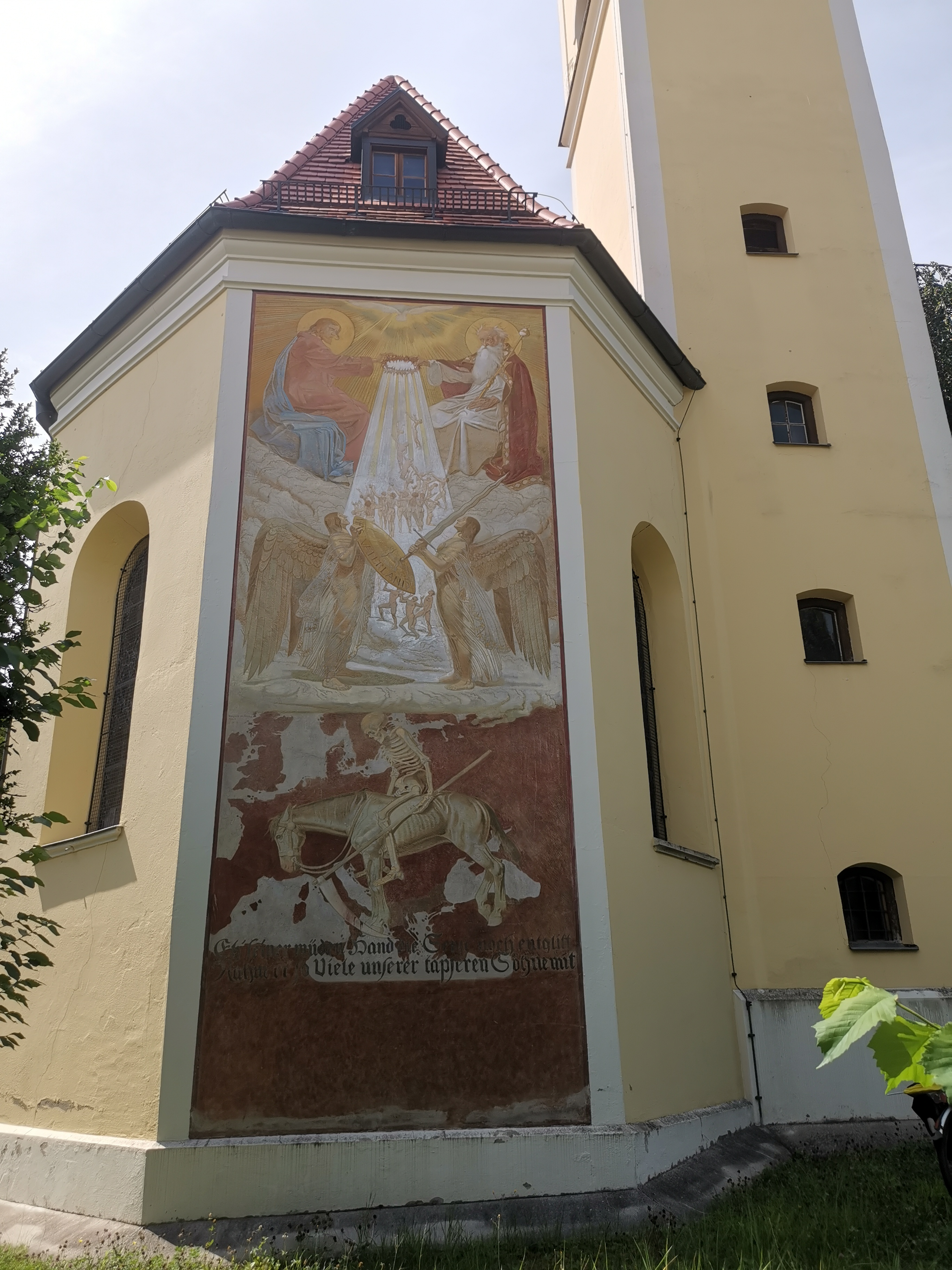
Kriegerdenkmal von der Bahnhofstraße

Vom aufgelassenen Friedhof ist nur noch ein eiserner Zaun als Umfriedung geblieben.

## Missbrauchsfälle
Im August 2021 strahlte der BR den Dokumentarfilm „Report München extra: Das Netzwerk der Täter“ aus. Danach warfen mehrere Betroffene dem ehemaligen Feldafinger Pfarrer Otto Oehler Missbrauch vor. Er soll Anfang der 1960er Jahre im Beichtstuhl masturbiert oder Kinder in der Sakristei missbraucht haben. Diese Fälle stehen im Zusammenhang mit einem Pädophilen-Netzwerk, das in der nahen Villa Maffei Heimkinder missbrauchte. Die Betroffenen erhielten Entschädigungen, fordern aber eine persönliche Entschuldigung der Amtsträger. Der Paritätische Wohlfahrtsverband gab eine unabhängige Studie in Auftrag, dessen Vorstudie im Januar 2022 veröffentlicht wurde.